# Felix Löhnis
Felix Löhnis (* 3. August 1874 in Dresden; † 8. Dezember 1930 in Leipzig) war ein deutscher Agrarbakteriologe.
Felix Löhnis promovierte 1901 in Dresden mit der Arbeit „Ein Beitrag zur Frage der Rotkleedüngung“. 1905 wurde er mit der Schrift „Untersuchungen über den Verlauf der Stickstoffumsetzung in der Ackererde“ habilitiert.
Löhnis wurde nach Leipzig berufen und dozierte dort bis 1913 am Landwirtschaftlichen Institut der Universität. Danach ging er in die USA, weil in Deutschland die landwirtschaftliche Bakteriologie innerhalb der Wissenschaftsgemeinde recht stiefmütterlich behandelt wurde und kaum Geldmittel für die Forschung bereitgestellt worden waren. 1914 wurde er Leiter der Bakteriologischen Abteilung des US-Landwirtschaftsministeriums in Washington. 1925 kehrte Löhnis nach Leipzig zurück und wurde Professor und Direktor am nun geschaffenen „Institut für Landwirtschaftliche Bakteriologie und Bodenkunde“. Stets bemüht um die Lehre und den Fortschritt innerhalb der landwirtschaftlichen Bakteriologie, wurde er Mitherausgeber des 1895 gegründeten „Centralblattes für Bakteriologie, Parasitenkunde, Infektionskrankheiten und Hygiene“.  
In seiner 1921 erschienenen Publikation Studies Upon the Life Cycles of the Bacteria gab Löhnis einen Überblick über die in Amerika und Europa erschienene bakteriologische Literatur von 1838 bis 1918, deren Untersuchungsergebnisse für die Richtigkeit der Auffassung eines vielgestaltigen Lebens- und Entwicklungszyklus der Bakterien sprachen (Pleomorphismus der Mikroben). Anlass für seine Literaturrecherche waren die Ergebnisse seiner eigenen vergleichend morphologischen Studien und die Lebensgeschichte einiger wichtiger Bodenbakterien, vor allem solche der Azotobacter-Gruppe. Zwei vorläufige Berichte über den Lebenszyklus der Bakterien hatte Löhnis zusammen mit N. R. Smith bereits 1916 gegeben. In ihren Untersuchungen konnten sie zeigen, dass der komplette Lebenszyklus der Bakterien zweifellos sehr viel komplizierter war, als man gemeinhin angenommen hatte. Löhnis schrieb, dass die Diskussion um ein vielgestaltiges Wachstum der Bakterien, die Lehre vom Pleomorphismus der Mikroben, bereits damals ein halbes Jahrhundert geführt worden war. Sie datierte zurück bis in das Jahr 1872, als der Breslauer Botaniker Ferdinand Cohn die erste Bakterienklassifikation auf monomorphistischer Grundlage entwickelte. 
Löhnis erwähnt die Arbeiten pleomorphistischer Vorläufer wie Felix Dujardin (1841), J. Pineau (1845), F. A. Pouchet (1863), A. Trécul (1865–1867) und Antoine Béchamp (1883).
Im Jahr 1925 wurde Löhnis zum Mitglied der Leopoldina gewählt.